# 崔俊芝
崔俊芝（1938年7月12日—），河南新乡人，计算数学、计算力学与软件工程专家。

## 生平
1962年毕业于西北工业大学。1998年12月至今担任中国科学院数学与系统科学研究院研究员，2006年4月至今任科学和工程计算国家重点实验室学术委员会主任。1995年当选为中国工程院土木、水利与建筑工程学部院士。